# 27 أغسطس
- السبت
- الأحد
- الاثنين
- الثلاثاء
- الأربعاء
- الخميس
- الجمعة

- 261 صفر 1447  هـ
- 272 صفر 1447  هـ
- 283 صفر 1447  هـ
- 294 صفر 1447  هـ
- 305 صفر 1447  هـ
- 316 صفر 1447  هـ
- 17 صفر 1447  هـ
- 28 صفر 1447  هـ
- 39 صفر 1447  هـ
- 410 صفر 1447  هـ
- 511 صفر 1447  هـ
- 612 صفر 1447  هـ
- 713 صفر 1447  هـ
- 814 صفر 1447  هـ
- 915 صفر 1447  هـ
- 1016 صفر 1447  هـ
- 1117 صفر 1447  هـ
- 1218 صفر 1447  هـ
- 1319 صفر 1447  هـ
- 1420 صفر 1447  هـ
- 1521 صفر 1447  هـ
- 1622 صفر 1447  هـ
- 1723 صفر 1447  هـ
- 1824 صفر 1447  هـ
- 1925 صفر 1447  هـ
- 2026 صفر 1447  هـ
- 2127 صفر 1447  هـ
- 2228 صفر 1447  هـ
- 2329 صفر 1447  هـ
- 241 ربيع الأول 1447  هـ
- 252 ربيع الأول 1447  هـ
- 263 ربيع الأول 1447  هـ
- 274 ربيع الأول 1447  هـ
- 285 ربيع الأول 1447  هـ
- 296 ربيع الأول 1447  هـ
- 307 ربيع الأول 1447  هـ
- 318 ربيع الأول 1447  هـ
- 19 ربيع الأول 1447  هـ
- 210 ربيع الأول 1447  هـ
- 311 ربيع الأول 1447  هـ
- 412 ربيع الأول 1447  هـ
- 513 ربيع الأول 1447  هـ

27 أغسطس أو 27 آب أو يوم 27 \ 8 (اليوم السابع والعشرون من الشهر الثامن) هو اليوم التاسع والثلاثون بعد المئتين (239) من السنوات البسيطة، أو اليوم الأربعون بعد المئتين (240) من السنوات الكبيسة وفقًا للتقويم الميلادي الغربي (الغريغوري). يبقى بعده 126 يوما لانتهاء السنة.

## أحداث
- 813 - المأمون ابن هارون الرشيد يتولى الخلافة في الدولة العباسية بعد مقتل أخيه الأمين.
- 1513 - احتلال البرتغال لأزمور، بعد أن نزل الأسطول بمرسى مازغان.
- 1883 - فيضان في إندونيسيا يقتل 36000 شخص.
- 1896 - اندلاع الحرب الإنجليزية الزنجبارية، وهي أقصر حرب بالتاريخ حيث استمرت حوالي أربعين دقيقة وانتهت بانتصار المملكة المتحدة.
- 1939 - أول طيران بطائرة نفاثة.
- 1979 - الجيش الجمهوري الأيرلندي يغتال اللورد لويس مونتباتن عم الملكة اليزابيث وآخر نائب للملك في الهند، مع 18 عسكريا بريطانيا.
- 1991 - مولدوفا تعلن استقلالها عن الاتحاد السوفيتي.
- 1992 - إعصار أندرو يجتاح ولاية أريزونا ويوقع خسائر بقيمة مليار دولار.
- 2001 - طائرات إسرائيلية تطلق صواريخ على مقر الجبهة الشعبية لتحرير فلسطين في رام الله وتقتل أمين عام الجبهة أبو علي مصطفى الذي كان وقتها في مكتبه.
- 2009 - نجاة مساعد وزير الداخلية السعودي الأمير محمد بن نايف بن عبد العزيز آل سعود من محاولة اغتيال نفذها مطلوب أمني زعم إنه يرغب بتسليم نفسه، حيث دخل إلى مكتب مساعد الوزير الكائن في منزله بجدة وقام بعد الدخول بتفجير نفسه، بينما لم يصب الأمير محمد سوى بجروح طفيفة، وتبنى تنظيم القاعدة في جزيرة العرب مسؤولية الهجوم.
- 2017 - إعصار هارڤي يضرب ولاية تكساس الأمريكيَّة ويتسبب بِفيضانات غزيرة وأضرار بالغة في المُمتلكات، ومقتل ما يزيد عن 3 أشخاص.
- 2020 - القضاء النيوزيلندي يُصدر حُكمه على برينتون تارانت، مُنفِّذ مجزرتيّ كرايستشيرش سنة 2019، بِالسجن مدى الحياة دون إمكانية الإفراج المشروط، لِتكون تلك المرَّة الأولى التي تُفرض فيها هذه العُقُوبة بِتاريخ نيوزيلندا.
- 2022 - إعادة انتخاب الرئيس جواو لورنسو لولاية جديدة بعد فوز الحركة الشعبية لتحرير أنغولا في الانتخابات العامة في أنغولا.

## مواليد
- 1666 - القيصر إيفان الخامس، قيصر روسيا.
- 1770 - غيورغ فيلهلم فريدريش هيغل، فيلسوف ألماني
- 1865 - تشارلز جيتس دويز، نائب رئيس الولايات المتحدة حاصل على جائزة نوبل للسلام عام 1925.
- 1867 - ألفريد لوكاس، كيميائي بريطاني عمل في مقبرة توت عنخ آمون.
- 1874 - كارل بوش، عالم كيمياء ألماني حاصل على جائزة نوبل في الكيمياء عام 1931.
- 1884 - فينسنت أوريول، رئيس فرنسا.
- 1908 - ليندون جونسون، رئيس الولايات المتحدة.
- 1915 - نورمان رامسي، عالم فيزياء أمريكي حاصل على جائزة نوبل في الفيزياء عام 1989.
- 1925 - نات لافتهوس، لاعب ومدرب كرة قدم إنجليزي.
- 1930 - غلام رضا تختي، مصارع رياضي وملاكم إيراني.
- 1932 - ساي زربو، ضابط عسكري بوركينابي.
- 1939 - هاني الروماني، ممثل ومخرج سوري.
- 1953 - علي عبد الله جابر، عالم دين سعودي وإمام الحرم المكي.
- 1953 - بيتر ستورمار، ممثل سويدي.
- 1967 - إيغور دوبروفولسكي، لاعب كرة قدم روسي.
- 1968 - نورانيزا إدريس، مغني ماليزيا.
- 1969 - شاندرا ويلسن، ممثلة أمريكية.
- 1971 - أيغول أوزكان، سياسية ألمانية.
- 1972 - جريت كالي ، مصارع هندي.
- 1973 - ديتمار هامان، لاعب كرة قدم ألماني.
- 1975 - تشونغ ساي هو، لاعب كرة قدم هونغ كونغي.
- 1976 -
  - سارة تشالك، ممثلة كندية.
  - كارلوس مويا، لاعب كرة مضرب إسباني.
- 1977 - ديكو، لاعب كرة قدم برتغالي.
- 1979 - نصر الدين كراوش، لاعب كرة قدم جزائري.
- 1980 - هيدي كرم، ممثلة مصرية.
- 1981 - ماكسويل أندرادي، لاعب كرة قدم برازيلي.
- 1982 -
  - إبوني هوفمان، لاعبة كرة سلة أمريكية.
  - ملاك، ممثلة كويتية.
- 1984 -
  - ديفيد بينتلي، لاعب كرة قدم إنجليزي.
  - سولي علي مونتاري، لاعب كرة قدم غاني.

## وفيات
- 1576 - تيتيان، رسام إيطالي.
- 1635 - لوبي دي فيغا، كاتب وشاعر إسباني.
- 1885 - علي الغاياتي، شاعر وصحفي ومناضل مصري.
- 1958 - إرنست أورلاندو لورنس، عالم فيزياء أمريكي حاصل على جائزة نوبل في الفيزياء عام 1939.
- 1975 - هيلا سيلاسي، إمبراطور إثيوبيا.
- 1979 - لويس مونتباتن، عسكري بريطاني وآخر حاكم عسكري للهند.
- 2001 -
  - أبو علي مصطفى، أمين عام الجبهة الشعبية لتحرير فلسطين.
  - رمضان عبد التواب، عالم لغوي مصري.
- 2007 - إدريس البصري، سياسي مغربي.
- 2012 - عبود روجو، رجل دين كيني.
- 2022 - غالب كامل، مذيع سعودي.

## أعياد ومناسبات
- عيد الاستقلال في مولدوفا.

## وصلات خارجية
- وكالة الأنباء القطريَّة: حدث في مثل هذا اليوم.
- النيويورك تايمز: حدث في مثل هذا اليوم.
- BBC: حدث في مثل هذا اليوم.